# Episodi di Fraggle Rock (prima stagione)
La prima stagione della serie televisiva Fraggle Rock è stata trasmessa in anteprima negli Stati Uniti d'America dalla HBO tra il 10 gennaio 1983 e il 4 luglio 1983. In Italia è andata in onda nel 1989 su Videogruppo.
| nº | Titolo originale                       | Titolo italiano | Prima TV USA     | Prima TV Italia  |
| -- | -------------------------------------- | --------------- | ---------------- | ---------------- |
| 1  | Beginnings                             | inedito         | 10 gennaio 1983  | 2 Settembre 1989 |
| 2  | Wembley and the Gorgs                  | inedito         | 17 gennaio 1983  | inedito          |
| 3  | Let the Water Run                      | inedito         | 24 gennaio 1983  | inedito          |
| 4  | You Can't Do That Without a Hat        | inedito         | 31 gennaio 1983  | inedito          |
| 5  | The Thirty-Minute Work Week            | inedito         | 7 febbraio 1983  | inedito          |
| 6  | The Preachification of Convincing John | inedito         | 14 febbraio 1983 | inedito          |
| 7  | I Want to Be You                       | inedito         | 21 febbraio 1983 | inedito          |
| 8  | The Terrible Tunnel                    | inedito         | 28 febbraio 1983 | inedito          |
| 9  | The Lost Treasure of the Fraggles      | inedito         | 7 marzo 1983     | inedito          |
| 10 | Don't Cry Over Spilt Milk              | inedito         | 14 marzo 1983    | inedito          |
| 11 | Catch the Tail by the Tiger            | inedito         | 21 marzo 1983    | inedito          |
| 12 | The Finger of Light                    | inedito         | 28 marzo 1983    | inedito          |
| 13 | We Love You, Wembley                   | inedito         | 4 aprile 1983    | inedito          |
| 14 | The Challenge                          | inedito         | 11 aprile 1983   | inedito          |
| 15 | I Don't Care                           | inedito         | 18 aprile 1983   | inedito          |
| 16 | Capture the Moon                       | inedito         | 25 aprile 1983   | inedito          |
| 17 | Marooned                               | inedito         | 2 maggio 1983    | inedito          |
| 18 | The Minstrels                          | inedito         | 9 maggio 1983    | inedito          |
| 19 | The Great Radish Famine                | inedito         | 16 maggio 1983   | inedito          |
| 20 | The Garden Plot                        | inedito         | 23 maggio 1983   | inedito          |
| 21 | Gobo's Discovery                       | inedito         | 30 maggio 1983   | inedito          |
| 22 | Mokey's Funeral                        | inedito         | 6 giugno 1983    | inedito          |
| 23 | The Beast of Bluerock                  | inedito         | 13 giugno 1983   | inedito          |
| 24 | New Trash Heap in Town                 | inedito         | 4 luglio 1983    | inedito          |